# Novecientos noventa y ocho
998 (novecientos noventa y ocho) es el número natural que sucede al 997 y precede al 999.

## Propiedades matemáticas
- Es un número par.
- Es un número compuesto por 4 divisores: 1, 2, 499, 998. Dado que la suma de sus divisores (sin incluir el número en sí) es 502 <998, es un número defectuoso.
- Es un número semi-primo.
- Forma parte del triple pitagórico (998, 249000, 249002).
- Es un número palíndromo y un número ondulante en el sistema posicional de base 11 (828).
- Es un número feliz .
- Es un número no potente (para el cual la ecuación φ ( x ) = n no tiene solución).
- Es un número congruente.

## Astronomía
- 998 Bodea es un asteroide en el cinturón principal del sistema solar.
- NGC 998 es una galaxia espiral de la constelación de ballenas.

## Astronáutica
- Cosmos 998 es un satélite artificial ruso.